# Neuthomismus
Der Neuthomismus kann als der Kern der Neuscholastik gelten. Er vertritt die Aufrechterhaltung und Erneuerung der Philosophie des Thomas von Aquin. Die Bewegung des Neuthomismus ist in Frankreich und Belgien am stärksten entwickelt. Die Enzyklika Aeterni Patris von Papst Leo XIII. vom 4. August 1879 gab dem Neuthomismus starke Impulse.

## Gründung
Mitbegründet wurde diese Schule von Joseph Maréchal (1878–1944); zu den bekanntesten Vertretern des Neuthomismus im zwanzigsten Jahrhundert gehören Jacques Maritain, Étienne Gilson, André Marc, Erich Przywara, Johannes B. Lotz, Walter Brugger, Karl Rahner, Bernard Lonergan und Emerich Coreth. Dieser Neuthomismus unterscheidet sich vom Thomismus im engeren Sinne, wie er etwa von den großen Dominikanerthomisten, Réginald Garrigou-Lagrange, Santiago María Ramírez de Dulanto und anderen vertreten wird.
Weitere neuthomistische Denker, die als Vertreter gelten können, sind: Viktor Cathrein, Hedwig Conrad-Martius, Alois Dempf, Joseph Geyser, Gallus Maria Manser, Hans Meyer, Oswald von Nell-Breuning, Antonin-Gilbert Sertillanges, Josef de Vries, Eberhard Welty und Gustav Adolf Wetter.

## Lehre
Der Neuthomismus ist eine „Philosophie nach Kant“, die eine Metaphysik im Sinne Thomas von Aquins neu begründet. Der Weg zur Seinsmetaphysik führt insbesondere über das Argument der Retorsion und die Urbejahung (affirmation absolue) des Seins, die in jeder urteilenden Aussage hintergründig gesetzt wird. Auf diese Weise werden die Problemebene Thomas von Aquins und die damit verbundenen Fragen wie die nach Identität und Differenz der Seienden im Sein sowie die Frage nach dem absoluten Sein wiedergewonnen und in ihren Antworten weiter entfaltet. (Siehe auch Thomas von Aquin, De ente et essentia, dt. Über das Seiende und das Wesen.)

## Niedergang
Sein Niedergang begann später unter Paul VI. (Papst 1963–1978), der Vorbehalte gegen die Systematisierung hatte. Distanz ist auch im Lehrdokument Dei Verbum (1965) des II. Vatikanums und im apostolischen Brief Lumen Ecclesiae (1974) Pauls VI. erkennbar. Unter Papst Johannes Paul II. wurde 1983 mit dem Codex Iuris Canonici die seit 1917 bestehende Studienpflicht aufgehoben. Inzwischen lehrt die Kirche, dass sie keine bestimmte Philosophie haben kann.

## Institutionen
- Instituto Superior de Filosofía de Valladolid
- Päpstliche Universität Heiliger Thomas von Aquin in Rom